# Vismarkt van Tsukiji

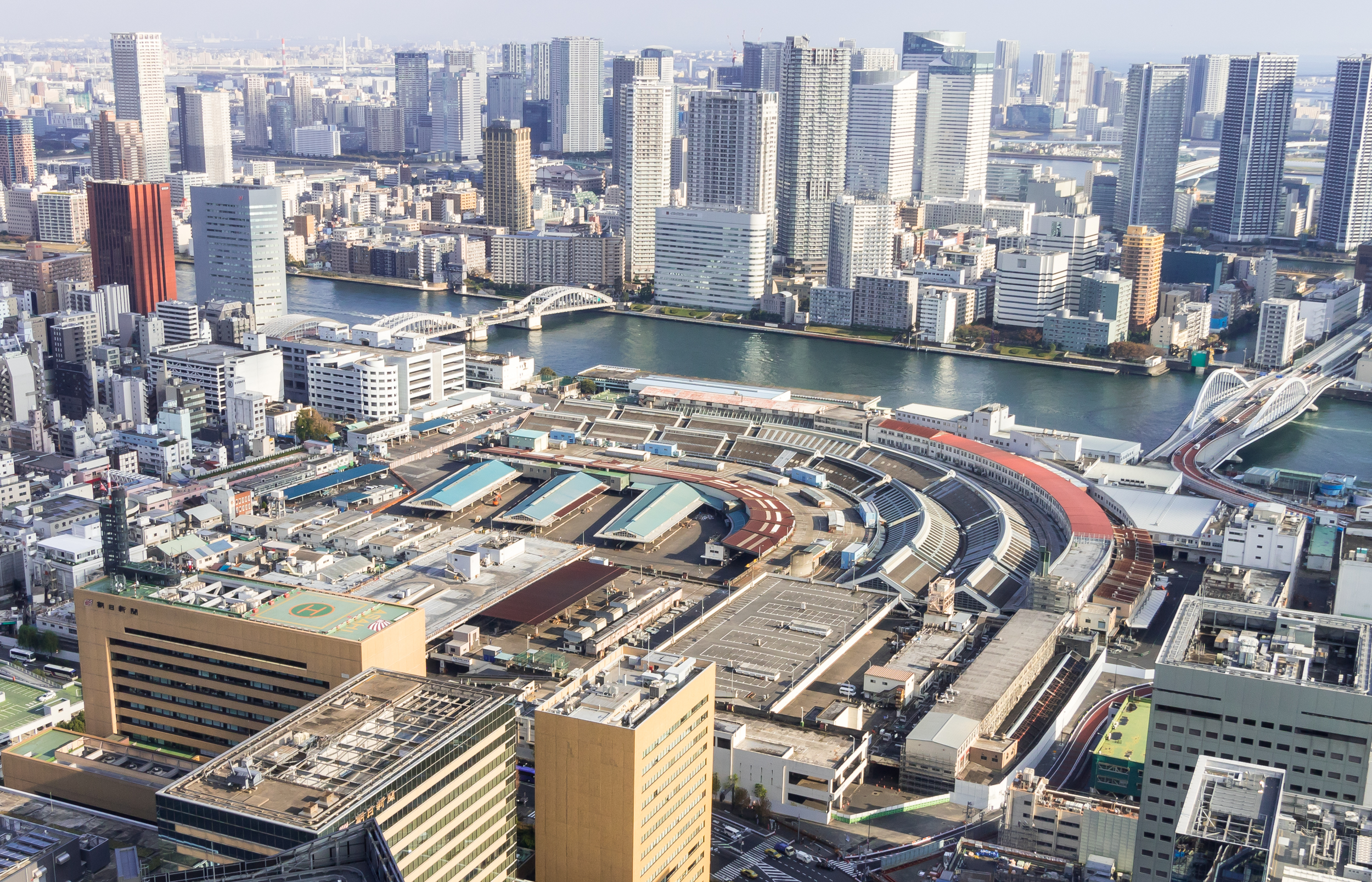
Tsukiji gezien vanuit Shiodome

De vismarkt van Tsukiji (築地市場, Tsukiji shijō), officieel de groothandelsmarkt van Centraal-Tokyo (東京都中央卸売市場, Tōkyō-to Chūō Oroshiuri Shijō), was de grootste groothandel in vis en zeevruchten ter wereld totdat deze in 2018 werd gesloten en opgevolgd door de vismarkt van Toyosu. De markt was gelegen in Tsukiji in Chūō, Tokio. Door zijn omvang was de markt populair bij toeristen.

## Ligging
De markt lag nabij het station Tsukijishijō aan de Ōedo-lijn van de Toei Metro en nabij het station Tsukiji aan de Hibiya-lijn van de Tokyo Metro. De markt zelf is onderverdeeld in twee districten. De “binnenste markt” (jonai shijo) was de officiële groothandel waar de veilingen en het verwerken van de vis plaatsvond. De “buitenste markt” (jogai shijo) bevatte veel detailhandels die onder andere voorraden voor restaurants, zeevruchten en Japans keukengerei verkochten. De meeste winkels in de buitenste markt sloten tegen de middag.

## Geschiedenis

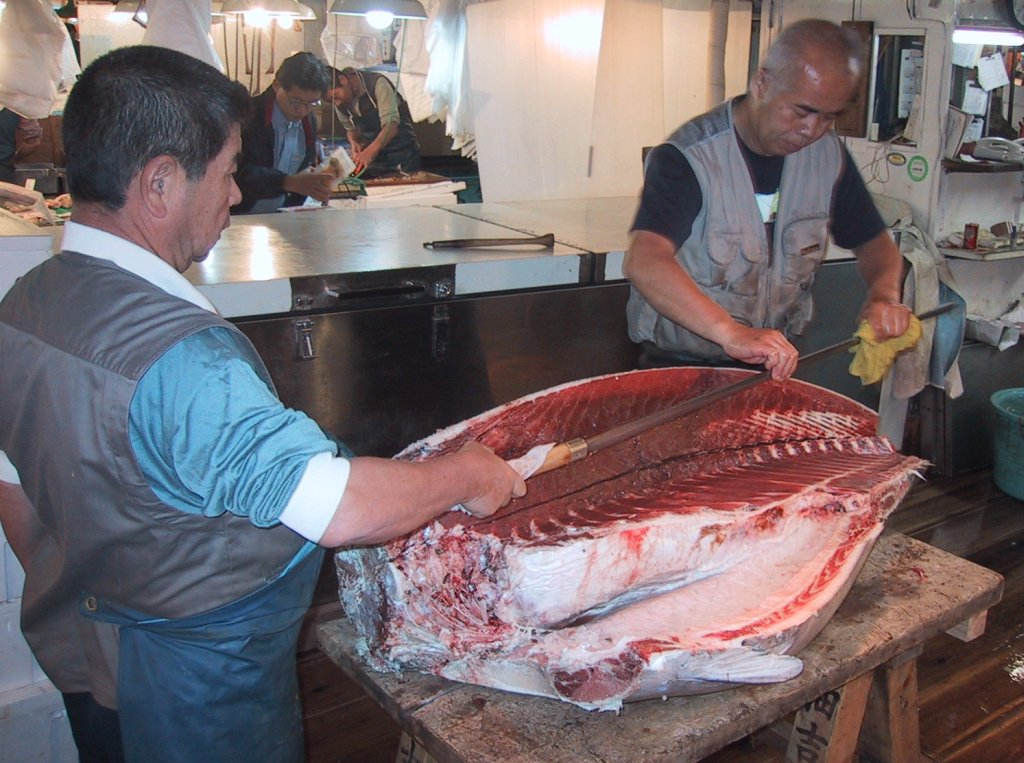
Een oroshi hocho in gebruik op de vismarkt van Tsukiji

De vismarkt in Tokio werd in de Edoperiode opgericht door Tokugawa Ieyasu om het Edokasteel van voedsel te voorzien. Tokugawa Ieyasu nodigde vissers uit Tsukuda in Osaka uit, om in Edo vis te leveren aan het kasteel. Vis die niet aan het kasteel werd geleverd, werd nabij de Nihonbashibrug verkocht op een markt genaamd uogashi.
In augustus 1918, na de rijstrellen, was de Japanse overheid gedwongen om de verdeling van de voedselvoorraden opnieuw te organiseren. In maart 1923 werd daarom een centrale groothandel opgericht.
De Aardbeving in Kanto van 1923 vernietigde een groot deel van centraal Tokio, waaronder de vismarkt van Nihonbashi. In de nasleep van de aardbeving, werd de markt verplaatst naar het district Tsukiji. Tevens werd een modern gebouw gebouwd om de markt te huisvesten. De bouw werd in 1935 voltooid.

## Activiteit

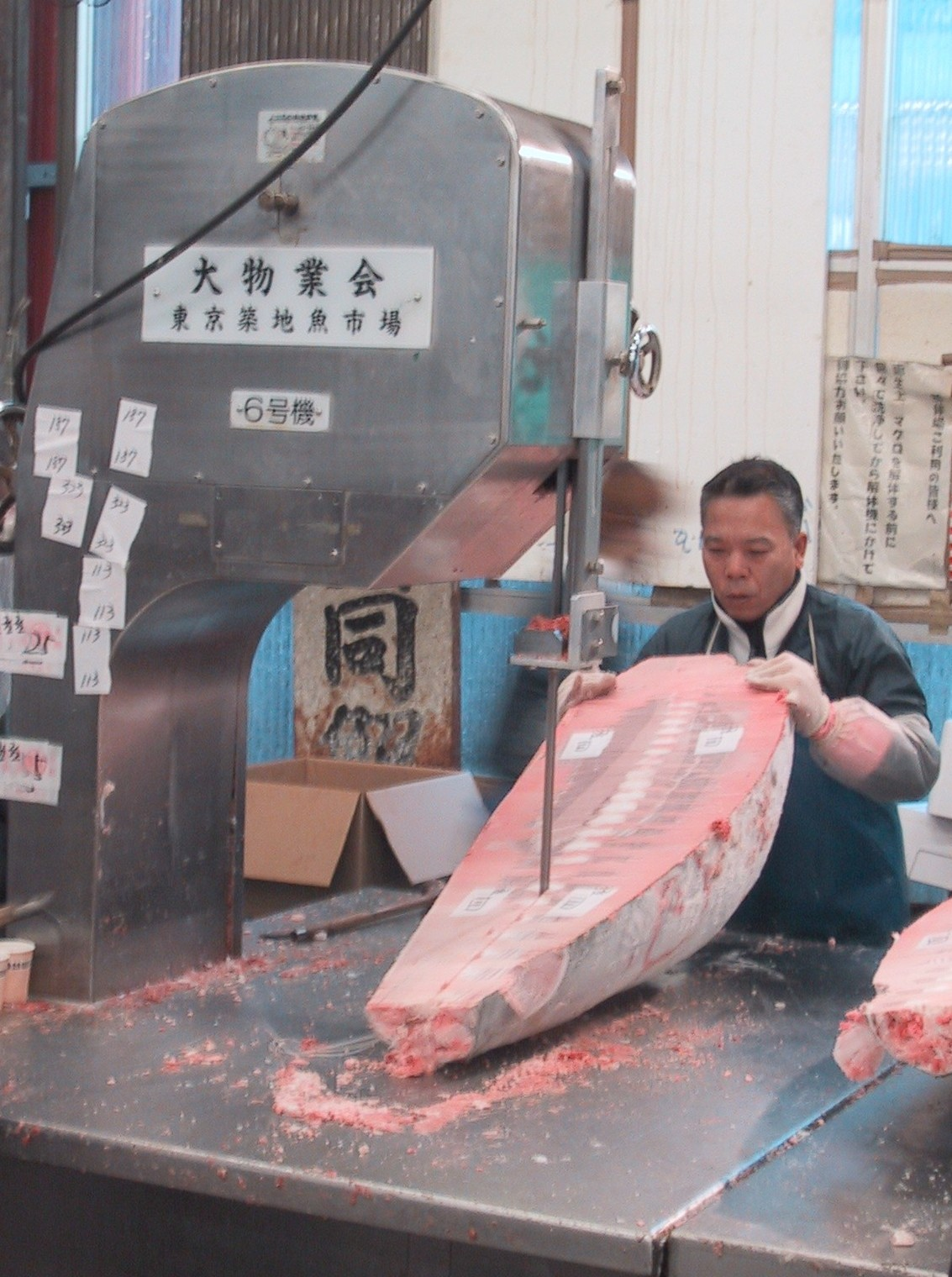
Tonijn wordt gesneden met een zaag

De markt ging dagelijks om 3 uur ’s ochtends open, behalve op zondagen en feestdagen. Rond die tijd arriveerden de visproducten per schip, vrachtwagen en vliegtuig. Na het lossen van de lading, stelden de veilinghuizen de waarde van de producten vast. Tevens werden de producten vast klaargemaakt voor de aankomende veiling. De kopers inspecteerden de vis ook om alvast een idee te krijgen waarvoor ze kunnen gaan bieden.
De veiling begon om 5:20. Alleen kopers met een vergunning mochten meebieden. De veilingen waren meestal rond 7:00 afgelopen. Na de veiling werd de verkochte vis weer in vrachtwagens geladen om naar de koper te worden gebracht, of op kleine karretjes naar de vele winkels rondom de markt vervoerd.
De markt was het drukst tussen 5:30 en 8:00 in de ochtend. Daarna nam de activiteit snel af. Veel winkels sloten rond 11:00 hun deuren al. Na sluitingstijd werd de markt gereinigd. Toeristen mochten de markt tussen 5 uur en 6:15 in de ochtend bezoeken. Vanwege problemen die optraden door de vele toeristen, waren bepaalde delen van de markt afgesloten voor kijkers. Onder andere de tonijnveiling was op bepaalde dagen verboden terrein voor toeristen.
Alle activiteiten op de markt werden gevolgd door inspecteurs van de overheid, die toezagen op de voedselhygiëne.

## Economie
Op de vismarkt werden meer dan 400 verschillende soorten zeevruchten verhandeld, variërend van goedkoop zeewier tot de duurste kaviaar. Ook het controversiële walvisvlees werd op de markt verhandeld. De totale waarde van de zeevruchten die jaarlijks op de markt worden verkocht bedraagt 600 biljoen yen. Er waren afwisselend 60.000 tot 65.000 mensen in dienst bij de markt, waaronder verkopers, veilingmeesters, boekhouders en distributeurs.

## Afbeeldingen

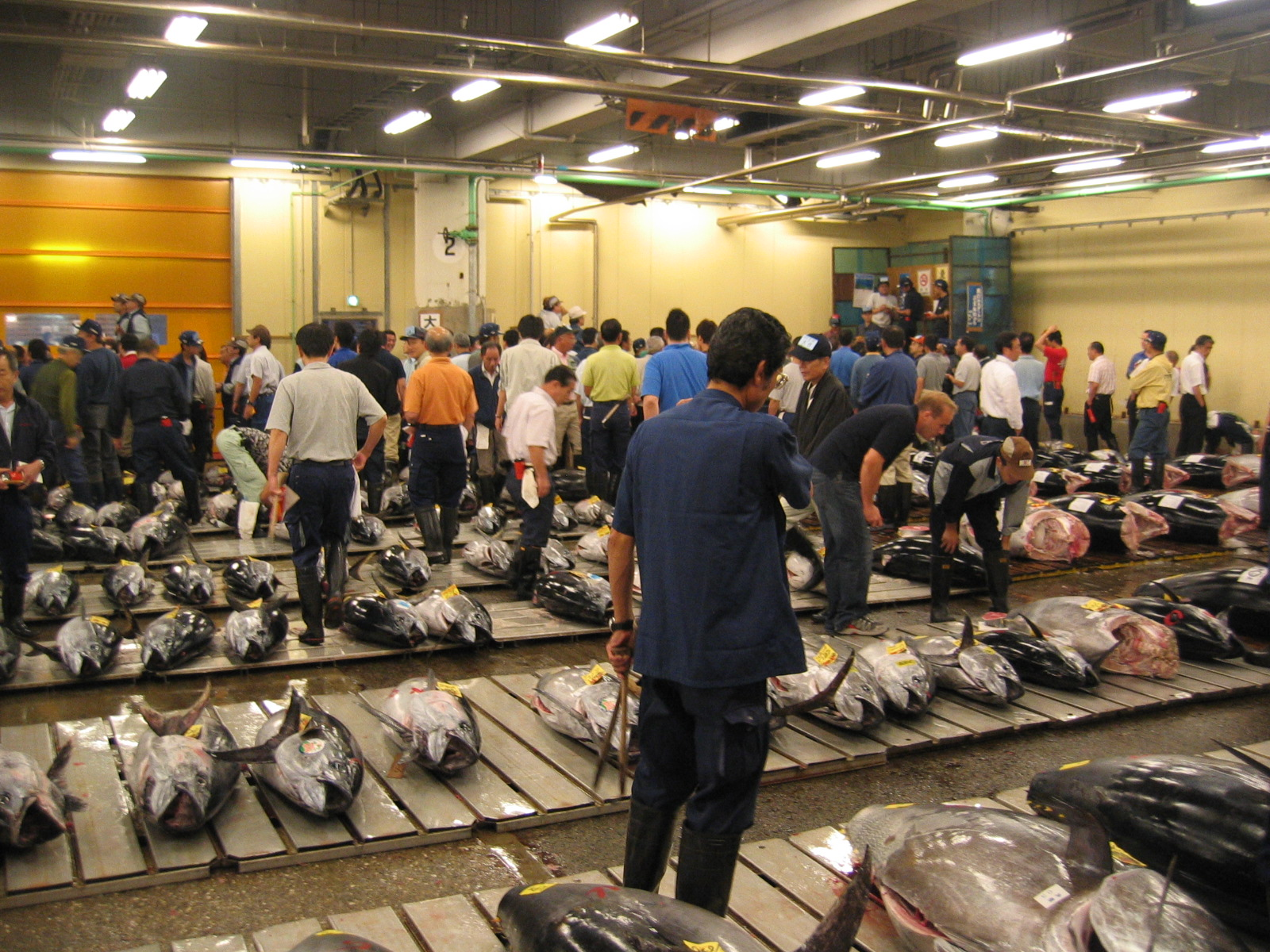
Afloop van de tonijnveiling
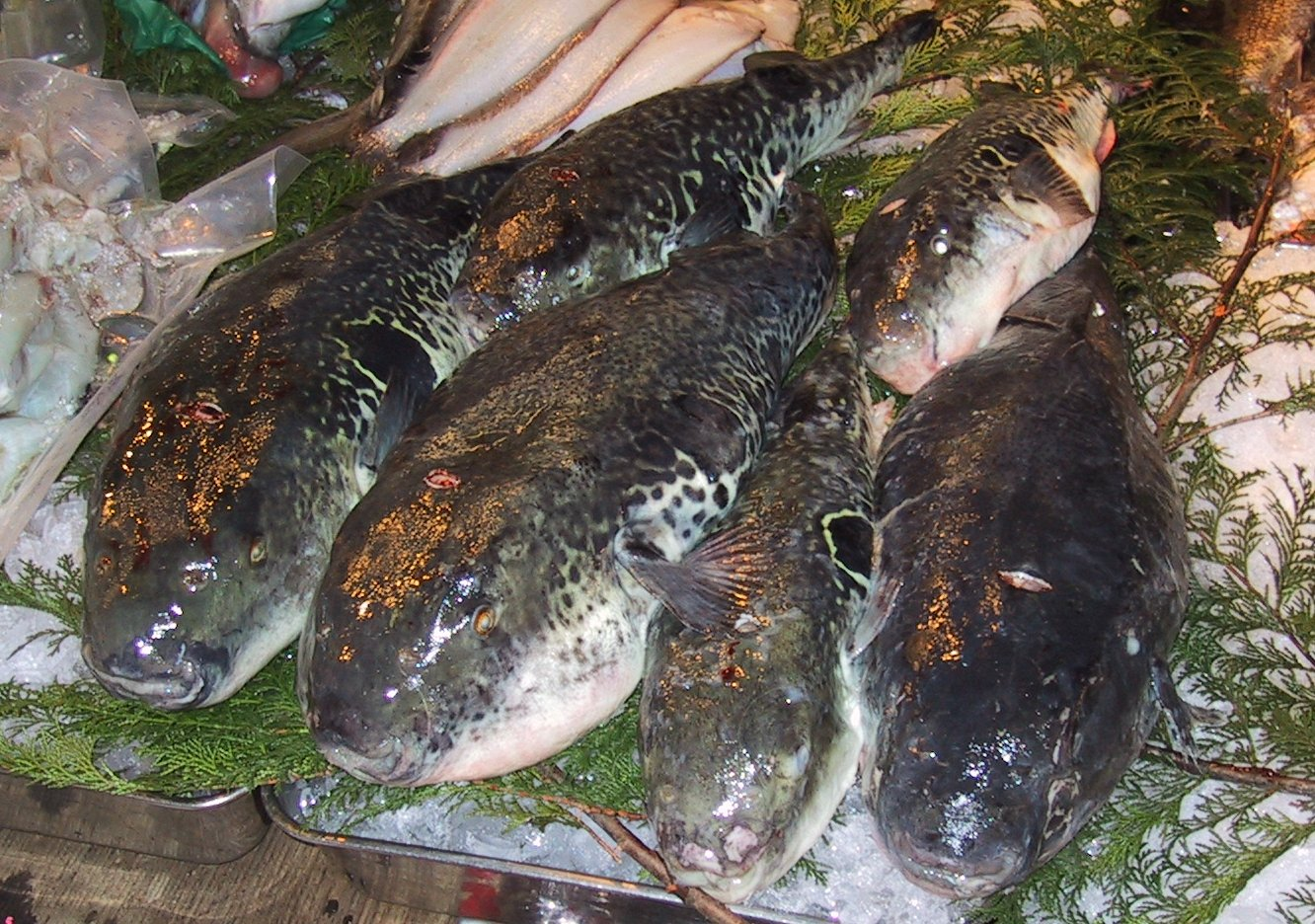
Takifugu op ijs.
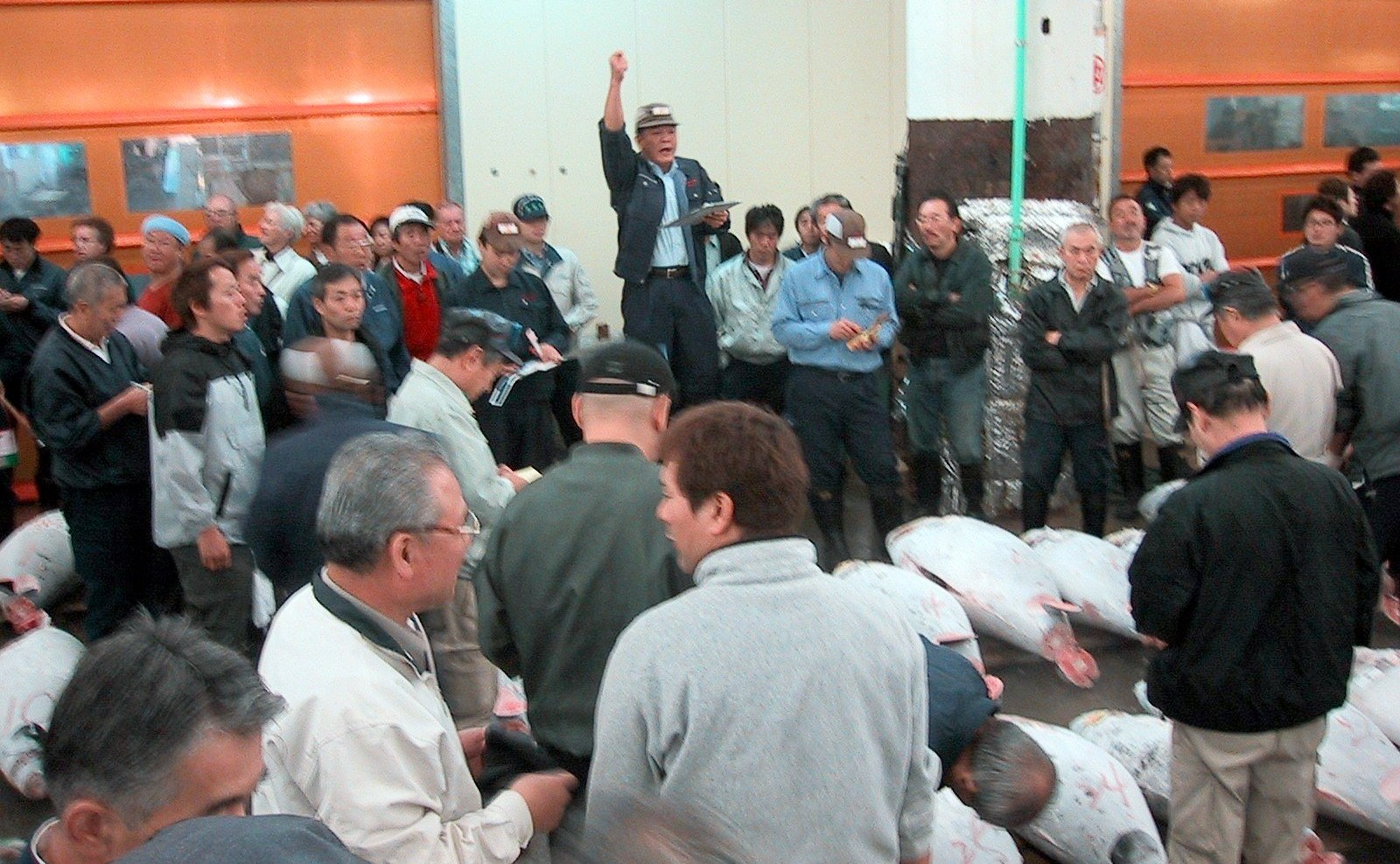
De tonijnveiling